# Thou Shalt Not (musical)
Thou Shalt Not é um musical baseado na novela de Émile Zola, Thérèse Raquin, com música e composição de Harry Connick, Jr. e libreto de David Thompson. Apresentado no teatro da Broadway em 2001, mostra uma contraposição entre o adultério e o darwinismo social e os Dez Mandamentos.

## Produção
Previsto para o início de setembro de 2001, o musical foi adiado para o dia 25 do mesmo mês e ano decorrente os ataques de 11 de setembro de 2001. Sua estreia ocorreu no Gerald Schoenfeld Theatre da Broadway e permaneceu até 6 de janeiro de 2002 com 85 performances. Hamilton Spectator avaliou a obra adaptada de Zola como "um fracasso fabuloso que todos deveriam ver".

## Elenco
- Craig Bierko - Laurent LeClaire
- Leo Burmester - Michaud
- Norbert Leo Butz - Camille Raquin
- Kate Levering - Thérèse Raquin
- Debra Monk - Madame Raquin

## Atos musicais
| Ato I - It's Good To Be Home - Flim Flam, Papa Jack & Ensemble - I Need To Be In Love Ballet - Therese - My Little World - Madame Raquin - While You're Young - Laurent - I Need To Be In Love - Therese - The Other Hours - Laurent - The Other Hours (Ballet) - Laurent & Therese - All Things - Camille - Sovereign Lover - Therese, Laurent & Ensemble - I've Got My Eye On You - Madame Raquin & Camille - Light The Way - Ensemble - Take Her To The Mardi Gras - Laurent, Camille, Therese & Ensemble - Tug Boat - Camille & Therese | Ato II - Tug Boat (Reprise) - Laurent - My Little World (Reprise) - Madame Raquin - Won't You Sanctify - Sam & Ensemble - Time Passing - Therese, Laurent, Madame Raquin & Ensemble - Take Advantage - Officer Michaud - Oh! Ain't That Sweet - Camille - Thou Shalt Not (Ballet) - Therese, Laurent & Ensemble - I Like Love More - Laurent, Therese - It's Good To Be Home (Reprise) - Camille |

## Prêmios e indicações
| Ano  | Prêmio           | Categoria                             | Indicado           | Resultado |
| ---- | ---------------- | ------------------------------------- | ------------------ | --------- |
| 2002 | Drama Desk Award | Ator em destaque em musical           | Norbert Leo Butz   | Indicado  |
| 2002 | Tony Award       | Melhor trilha sonora original         | Harry Connick, Jr. | Indicado  |
| 2002 | Tony Award       | Melhor performance de ator em musical | Norbert Leo Butz   | Indicado  |